# Fifty Shades Darker (trilha sonora)
Fifty Shades Darker (Original Motion Picture Soundtrack) é a trilha sonora do filme Cinquenta Tons Mais Escuros, baseado no livro homônimo da autora E.L. James. A trilha sonora do álbum foi lançada no dia 10 de fevereiro de 2017, pela Universal Studios e Republic Records. O primeiro single, "I Don't Wanna Live Forever", parceria entre Taylor Swift e Zayn Malik, foi lançado no dia 9 de dezembro de 2016.

## Lista de faixas
| Versão padrão  |                                      |                                                                                               |                          |         |  |
| N.º            | Título                               | Compositor(es)                                                                                | Artista(s)               | Duração |  |
| 1.             | "I Don't Wanna Live Forever"         | Jack Antonoff, Sam Dew, Taylor Swift                                                          | Zayn e Taylor Swift      | 4:05    |  |
| 2.             | "Not Afraid Anymore"                 | Adam Messinger, Ashley Frangipane, Jason Quenneville, Nasri Atweh                             | Halsey                   | 3:46    |  |
| 3.             | "Pray" (com Rooty)                   | Clayton Knight, Harrison Mills, John Ryan, Julian Bunetta, Ruth-Anne Cunningham, Teddy Geiger | JRY                      | 3:20    |  |
| 4.             | "Lies in the Dark"                   | Daniel Traynor, Michael Orabiyi, Tove Lo                                                      | Tove Lo                  | 3:41    |  |
| 5.             | "No Running from Me"                 | Toluwanimi Adeyemo                                                                            | Toulouse                 | 3:11    |  |
| 6.             | "One Woman Man"                      | John Stephens, Toby Gad                                                                       | John Legend              | 4:04    |  |
| 7.             | "Code Blue"                          | Christopher Stewart, Terius Nash                                                              | The-Dream                | 4:45    |  |
| 8.             | "Bom Bidi Bom"                       | Breyan Isaac, Jason Evigan, Marcel Botezan, Nick Jonas, Onika Maraj                           | Nick Jonas e Nicki Minaj | 3:34    |  |
| 9.             | "Helium"                             | Chris Braide, Sia Furler                                                                      | Sia                      | 4:12    |  |
| 10.            | "Cruise" (com Andrew Jackson)        | Andrew Jackson, Kyrre Gørvell-Dahll                                                           | Kygo                     | 3:44    |  |
| 11.            | "The Scientist"                      | Chris Martin, Guy Berryman, Jonathan Buckland, William Champion                               | Corinne Bailey Rae       | 3:16    |  |
| 12.            | "They Can't Take That Away from Me"  | George Gershwin, Ira Gershwin                                                                 | José James               | 2:04    |  |
| 13.            | "Birthday"                           | John Paul Cooper, Teemu Brunila                                                               | JP Cooper                | 3:21    |  |
| 14.            | "I Need a Good One" (com Mark Asari) | Charles Oluwafunsho Nnaji, Mark Asari, Tristan Casara                                         | The Avener               | 3:48    |  |
| 15.            | "Empty Pack of Cigarettes"           | Jimmy Messer, Joseph Angel                                                                    | Joseph Angel             | 3:51    |  |
| 16.            | "What Would It Take"                 | Aaron Raitiere, Anderson East                                                                 | Anderson East            | 3:59    |  |
| 17.            | "What Is Love?"                      | Sophie Cooke                                                                                  | Frances                  | 4:07    |  |
| 18.            | "On His Knees"                       | Danny Elfman                                                                                  | Danny Elfman             | 2:50    |  |
| 19.            | "Making It Real"                     | Danny Elfman                                                                                  | Danny Elfman             | 2:08    |  |
| Duração total: | Duração total:                       | Duração total:                                                                                | Duração total:           | 67:46   |  |

## Desempenho nas tabelas musicais

### Posições
| \| Tabela musical (2017) \| Melhor posição \| \| ----------------------------------------------------------------- \| -------------- \| \| Alemanha (Media Control Charts)[5][6] \| 3 \| \| Austrália (ARIA Charts)[7][8] \| 1 \| \| Áustria (Ö3 Austria Top 40)[9] \| 1 \| \| Bélgica (Ultratop 50 de Flandres)[10] \| 4 \| \| Bélgica (Ultratop 40 da Valônia)[11] \| 5 \| \| Canadá (Billboard Canadian Albums)[12] \| 1 \| \| Dinamarca (Hitlisten)[13] \| 2 \| \| Espanha (Productores de Música de España)[14] \| 10 \| \| Estados Unidos (Billboard 200)[15] \| 1 \| \| Finlândia (IFPI Finlândia)[16] \| 1 \| \| Grécia (IFPI Grécia)[17] \| 8 \| \| Hungria (Magyar Hanglemezkiadók Szövetsége)[18] \| 11 \| \| Itália (Federazione Industria Musicale Italiana)[19] \| 4 \| \| México (AMPROFON)[20] \| 13 \| \| Noruega (VG-lista)[21] \| 1 \| \| Nova Zelândia (Recording Industry Association of New Zealand)[22] \| 4 \| \| Países Baixos (MegaCharts)[23] \| 12 \| \| Polônia (Związek Producentów Audio Video)[24] \| 2 \| \| Suíça (Schweizer Hitparade)[25] \| 3 \| 1. 2. 3. 4. 5. 6. 7. 8. 9. 10. 11. 12. 13. 14. 15. 16. 17. 18. 19. 20. 21. 22. 23. 24. 25. |                |
| Tabela musical (2017) | Melhor posição |
| Alemanha (Media Control Charts) | 3              |
| Austrália (ARIA Charts) | 1              |
| Áustria (Ö3 Austria Top 40) | 1              |
| Bélgica (Ultratop 50 de Flandres) | 4              |
| Bélgica (Ultratop 40 da Valônia) | 5              |
| Canadá (Billboard Canadian Albums) | 1              |
| Dinamarca (Hitlisten) | 2              |
| Espanha (Productores de Música de España) | 10             |
| Estados Unidos (Billboard 200) | 1              |
| Finlândia (IFPI Finlândia) | 1              |
| Grécia (IFPI Grécia) | 8              |
| Hungria (Magyar Hanglemezkiadók Szövetsége) | 11             |
| Itália (Federazione Industria Musicale Italiana) | 4              |
| México (AMPROFON) | 13             |
| Noruega (VG-lista) | 1              |
| Nova Zelândia (Recording Industry Association of New Zealand) | 4              |
| Países Baixos (MegaCharts) | 12             |
| Polônia (Związek Producentów Audio Video) | 2              |
| Suíça (Schweizer Hitparade) | 3              |